# 刘继贤
刘继贤（1948年—），男，湖南湘阴人，中国人民解放军中将。

## 生平
常年供职于军事科学院。2006年，担任军事科学院副院长。